# Corydoradinae
Corydoradinae — підродина сомоподібних риб родини панцирних сомів (Callichthyidae). Включає 198 видів у 4 родах.

## Поширення
Представники підродини поширені в Південній Америці. Зустрічаються у всіх країнах континенту, крім Чилі.

## Роди
- Aspidoras  Ihering, 1907
- Brochis  Cope, 1871
- Corydoras  Lacepède, 1803
- Scleromystax  Günther, 1864

Проєкт Eschmeyer's Catalog of Fishes Каліфорнійської академії наук зараховує до складу цієї підродини ще 3 роди:
- Gastrodermus  Cope, 1878
- Hoplisoma  Swainson, 1838
- Osteogaster  Cope, 1894

Всього 7 родів і 210 видів.